# Contea di Holmes (Ohio)
La contea di Holmes ( in inglese Holmes County ) è una contea dello Stato dell'Ohio, negli Stati Uniti. La popolazione al censimento del 2000 era di 38 943 abitanti. Il capoluogo di contea è Millersburg.
La contea fu formata nel 1824 da parte delle contee di Coshocton, Tuscarawas e Wayne e organizzata l'anno seguente. Prese il nome da Andrew Holmes, un ufficiale ucciso nella guerra del 1812.
La contea di Holmes, che è circa l'80% di Amish, ospita la seconda più grande comunità di Amish (dopo la Contea di Lancaster, Pennsylvania) del mondo, ciò attira molti visitatori.

## Geografia fisica

### Territorio
Secondo U.S. Census Bureau, la contea ha un'area totale di 1100 km², di cui 1096 km² è terreno e 3,6 km² (0,3%) è acqua.

#### Contee confinanti
- Contea di Wayne (nord)
- Contea di Stark (nord-est)
- Contea di Tuscarawas (est)
- Contea di Coshocton (sud)
- Contea di Knox (sud-ovest)
- Contea di Ashland (nord-ovest)

## Storia
La contea di Holmes fu formata il 20 gennaio 1824 da parti delle contee di Coshocton, Tuscarawas e Wayne.
Prese il nome da Andrew Holmes, un ufficiale della Guerra del 1812.
Nel 1863, durante la Guerra Civile, si verificarono numerosi piccoli scontri con la coscrizione, principalmente nelle aree di lingua tedesca. La contea di Holmes all'epoca era una roccaforte democratica, dominata dai coloni olandesi della Pennsylvania, insieme a molti immigranti tedeschi.
Con il passaggio della legge sulla coscrizione nel marzo 1863, i politici della contea di Holmes denunziarono il Congresso e il presidente Lincoln come dispotici, affermando che il servizio militare forzato era poco diverso dalla schiavitù.
La coscrizione era stata comune nelle loro ex-patrie tedesche ed era uno dei motivi per cui si erano trasferiti in America.
Le proteste violente esplosero a giugno, e continuarono fino a quando l'Esercito dell'Unione non marciò nella contea e dichiarò la legge marziale.

## Società

### Evoluzione demografica

#### Censimento del 2000
A partire dal censimento del 2000, c'erano 38 943 persone, 11.337 famiglie in case di proprietà e 9.194 famiglie residenti nella contea. La densità di popolazione era di 36 abitanti per km².
C'erano 12 280 unità abitative per una densità media di 11 per km².
La composizione razziale della contea era del 99,03% bianco, 0,33% nero o afroamericano, 0,06% nativo americano, 0,06% asiatico, 0,01% abitanti delle isole del Pacifico, 0,13% di altre razze e 0,40% di due o più razze. Ispanici o latini di ogni razza erano lo 0,75% della popolazione. Il 56,1% parlava inglese, il 20,1% tedesco della Pennsylvania, il 15,8% in tedesco e il 7,1% in olandese o olandese della Pennsylvania, come prima lingua.
Vi erano 11.337 famiglie, di cui il 44.30% aveva bambini di età inferiore ai 18 anni che vivevano con loro, il 71,50% erano coppie sposate che vivevano insieme, il 6,50% aveva un capofamiglia senza marito e il 18,90% erano non-famiglie.
Il 16,10% di tutte le famiglie era costituito da una sola persona e di queste, il 6,90% aveva una persona che aveva 65 anni o più.
La dimensione media della famiglia residente in una casa era di 3,35 e la dimensione media della famiglia era 3,82.
La ripartizione del credo religioso per coloro che l'hanno indicato (68,33 della popolazione totale) era protestante evangelico per il 89,79%, protestante principale per il 8,04% e cattolico per il 2,16%.
C'erano 140 congregazioni Amish con 17.654 aderenti. C'erano molte altre congregazioni Amish non collegate e congregazioni mennonite. C'era una congregazione cattolica.
Nella contea, la popolazione era distribuita con il 35,60% sotto i 18 anni, il 10,40% dai 18 ai 24, il 25,70% dal 25 al 44, il 17,80% dai 45 ai 64 e il 10,50% i 65 anni o più . L'età media era di 28 anni. Per ogni 100 femmine c'erano 99,60 maschi. Per ogni 100 femmine di età compresa tra 18 e oltre, ci sono 95.50 maschi.
Il reddito medio per una famiglia residente nella contea era $ 36.944, e il reddito medio per una famiglia era $ 40.230. I maschi avevano un reddito medio di $ 28.490 contro $ 20,602 per le femmine. Il reddito pro capite per la contea era $ 14,197. Circa il 10,50% delle famiglie e il 12,90% della popolazione erano al di sotto della soglia di povertà, compresi il 17,40% di quelli di età inferiore ai 18 anni e il 13,30% di quelli di età pari o superiore a 65 anni.
La contea di Holmes ha un numero relativamente alto di residenti che non parlano inglese a casa. Secondo il censimento del 2000, quasi il 36% della popolazione parla tedesco o tedesco in Pennsylvania, e un altro 7% parla "olandese", cioè l'olandese della Pennsylvania. Il 42,92% della popolazione totale e il 50,28% dei bambini di età compresa tra 5 e 17 anni utilizza il tedesco / tedesco della Pennsylvania o "olandese" a casa.

#### Censimento 2010
A partire dal censimento degli Stati Uniti del 2010, c'erano 42 366 persone, 12.554 famiglie in case di proprietà e 10.035 famiglie residenti nella contea.
La densità di popolazione era di 38,7 abitanti per km².
C'erano 13 666 unità abitative con una densità media di 12,5 per km².
La composizione razziale della contea era del 98,7% bianca, 0,3% nera o afroamericana, 0,1% asiatica, 0,1% indiana americana, 0,2% di altre razze e 0,5% da due o più razze.
Quelli di origine ispanica o latina costituivano lo 0,8% della popolazione.
In termini di ascendenza, il 37,8% era tedesco, il 10,8% era americano, il 6,6% era irlandese e il 6,3% era inglese.
Delle 12.554 famiglie, il 42,9% aveva bambini di età inferiore ai 18 anni che vivevano con loro, il 69,7% erano coppie sposate che vivevano insieme, il 6,9% era una donna senza un marito, il 20,1% erano non-famiglie e il 17,2% di tutte le famiglie erano fatti di persone sole.
La dimensione media della famiglia residente in una casa era 3.31 e la dimensione media della famiglia era 3.80. L'età media era di 29,7 anni.
Il reddito medio per una famiglia nella contea era $ 43.533 e il reddito medio per una famiglia era $ 49.133. I maschi avevano un reddito mediano di $ 36.644 contro $ 24.317 per le femmine. Il reddito pro capite per la contea era $ 17,009. Circa il 10,5% delle famiglie e il 13,3% della popolazione erano al di sotto della soglia di povertà, tra cui il 18,9% dei minori di 18 anni e il 6,9% di quelli di età pari o superiore a 65 anni.

### Etnie e minoranze straniere

#### Comunità Amish
La comunità Amish nella contea di Holmes, fondata nel 1808, aveva una popolazione totale di 35 130 persone (in 274 congregazioni) nel 2017, o il 79,7% della popolazione della contea.
Una grande comunità di circa 36.000 Amish è presente nell'Ohio centro-nord-orientale, incentrata sulla contea di Holmes e si estende fino alle contee circostanti.
L'affiliazione di Holmes Old Order Amish con 140 distretti ecclesiastici su 221 nella colonia di Holmes County Amish nel 2009 è la principale e dominante affiliazione di Amish.
La Contea di Holmes ospita la più alta percentuale di Amish di qualsiasi contea degli Stati Uniti, attualmente il 42% della popolazione e gli esperti ipotizzano che entro 15 anni la contea di Holmes potrebbe essere la prima maggioranza della contea degli Amish.
L'Amish & Mennonite Heritage Centre di Berlin mostra gli usi tradizionali della comunità Amish e fornisce una storia illustrata per i visitatori con murale di 10 piedi per 265 piedi.
La popolazione generale Amish dell'area, incentrata sulla contea di Holmes, è la più grande comunità Amish al mondo. Chiamata localmente "Amish Country", attira molti visitatori nella contea, rendendo così il turismo un settore importante dell'economia locale.
Gli insediamenti degli Amish della contea di Holmes hanno le più diverse affiliazioni degli Old Order Amish. L'affiliazione di Holmes Old Order Amish è l'affiliazione principale e originale, lo Swartzentruber Amish, anch'esso originato nel 1917 nella contea di Holmes, ha tre affiliazioni. Ci sono anche Andy Weaver Amish (formato nel 1952) e New Order Amish (formato all'inizio degli anni '60).

## Geografia antropica

### Suddivisioni amministrative

#### Comuni
- Clark
- Hardy
- Killbuck
- Knox
- Mechanic
- Monroe
- Paint
- Prairie
- Richland
- Ripley
- Salt Creek
- Walnut Creek
- Washington

#### Villaggi
- Killbuck
- Baltic
- Millersburg
- Nashville
- Holmesville
- Glenmont
- Loudonville

#### Census-designated place
- Berlin
- Lake Buckhorn
- Winesburg
- Walnut Creek

#### Unincorporated community
- Charm
- Farmerstown
- Unionville
- Welcome
- Big Prairie
- Mt. Hope
- Trail
- Lakeville